# Penetrantsko ispitivanje
Penetrantsko ispitivanje ili ispitivanje penetrantima često se primjenjuje kod ispitivanja zavarenih spojeva na konstrukcijama kao ispitivanje bez razaranja. Na prethodno očišćenu i odmašćenu površinu nanosi se penetrant (obično crvene boje). Nakon penetriranja u eventualnu pukotinu (vrijeme penetriranja, tj. prodiranja u pukotine ovisi o vrsti penetranta i o dimenzijama pukotine, ali se približno uzima 10 do 15 minuta), uklanja se penetrant na odgovarajući način (vodom, suhom krpom). Kod penetranata koji se uklanjaju vodom treba biti pažljiv i mlaz vode usmjeriti paralelno s površinom lima, kako mlaz vode ne bi istisnuo penetrant iz pukotine. Nakon sušenja površine lima (suha krpa), nanosi se razvijač (obično je bijele boje), koji izvlači penetrant iz pukotine, pa je na bijeloj površini lima lako uočljiva crvena linija od penetranta iz pukotine. Kod tanjih limova na jednu se stranu nanosi penetrant, a na drugu razvijač. Ako postoji pukotina kroz cijelu debljinu lima, tada će razvijač izvući penetrant na svoju stranu, što će se otkriti kao lako uočljiva crvena crta penetranta iz pukotine na bijeloj (od razvijača) površini lima. Ovom metodom moguće je otkriti pukotine duljine od 0,1 mm i širine od 0,03 mm.
Ovom je metodom moguće otkrivanje pukotina, ali ne i dimenzije i ostale karakteristike pukotine. Ispitivnaje tekućim penetrantima ne primjenjuje se kod zavarenih spojeva zavarenih proizvoda za prehrambenu industriju, kao ni kod zavarenih spojeva gdje postoji sklonost prema koroziji (posebno koroziji uz naprezanje). Nedostaci ove metode su velika ovisnost kvalitete nalaza pogreške o načinu pripreme i stanju ispitivane površine, upotrebljivost samo u ograničenom temperaturnom opsegu, nepogodnost za primjenu na otvorenom bez zaštite od atmosferilija.
Nekoliko pokazatelja osebujnih za ispitivanje penetrantima:
- koncentracija crvenih točaka: poroznost i rupičavost (engl. pitting);
- naglo crvenjenje, kontinuirano ravno: velike pukotine i otvaranja;
- razlomljene crte od točaka koje se pojavljuju nakon nekoliko minuta: sitne pukotine;
- niz crvenih točaka koji tvori nepravilnu crtu: pukotine od umaranja materijala.[1]

## Luminiscentno ispitivanje
Luminiscentno ispitivanje slično je penetrantskom ispitivanju, s tom razlikom da se površinske greške ispunjavaju penetracijskom tekućinom koja svijetli, pri osvjetljenju s ultraljubičastom svjetlošću. Točnost ove metode je slična penetrantskom ispitivanju. Kod ispitivanja penetracijskom tekućinom mora se voditi računa o izboru tekućine i posebice rukovanju njome, jer su neke od njih otrovne.